# Bascha Mika

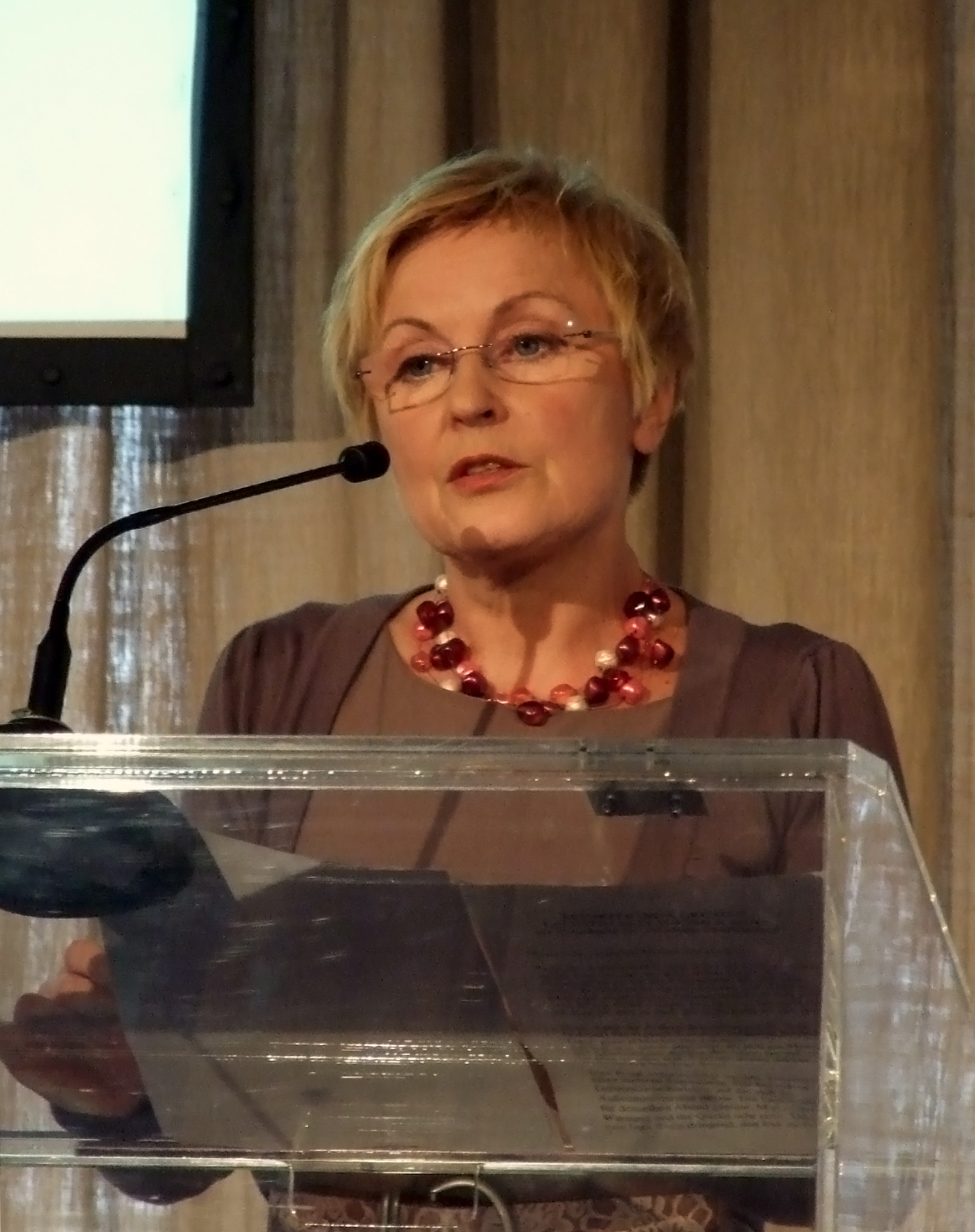
Bascha Mika, 2009

Bascha Mika (ur. 17 stycznia 1954 w Komprachcicach, Polska) – niemiecka dziennikarka.
Bascha (Barbara) Mika urodziła się na Górnym Śląsku. W 1959 roku wyjechała z rodziną na stałe do Niemiec, osiedlając się w Akwizgranie. Studiowała filozofię, germanistykę i etnologię na uniwersytetach w Bonn i Marburgu.
Przez wiele lat pracowała jako niezależna dziennikarka. W 1988 r. przyjęła posadę w redakcji wiadomości berlińskiego, nowolewicowego dziennika Die Tageszeitung. W okresie od 1999 do 2009 roku redaktorka naczelna tej gazety. W okresie 2014–2020 była współredaktorem naczelnym liberalno-socjalistycznej lub socjalliberalnej gazety Frankfurter Rundschau.

## Nagrody
- 1994: EMMA-Journalistinnenpreis, przyznawaną przez czasopismo EMMA.
- 2012: Luise Büchner-Preis für Publizistik
- 2017: Hedwig-Dohm-Urkunde
- 2019: Hessischer Journalistenpreis, za dotychczasowe dokonania życiowe